# Antocha quadrirhaphis
Antocha quadrirhaphis är en tvåvingeart som beskrevs av Alexander 1971. Antocha quadrirhaphis ingår i släktet Antocha och familjen småharkrankar. Inga underarter finns listade i Catalogue of Life.